# Rita Gildemeister
Rita Gildemeister (Güstrow, 6 maart 1947) is een voormalig atlete uit Duitsland.
In 1965 werd Gildemeister Oost-Duits nationaal kampioene hoogspringen. Op de nationale kampioenschappen indoor pakte ze viermaal een zilveren medaille.
Op de Olympische Zomerspelen van München in 1972 kwam ze voor Oost-Duitsland uit op het onderdeel hoogspringen. Ze eindigde als twaalfde, met een sprong van 1,82 meter.

## Persoonlijk record
| Onderdeel    | Resultaat | Jaar |
| ------------ | --------- | ---- |
| hoogspringen | 1,87 m    | 1972 |

- Gemeinsame Normdatei: 1061722813
- Virtual International Authority File: 311650216